# Björn Kindlund
Björn Åke Kindlund, född 5 januari 1962 i Stockholm, är en svensk före detta fotbollsspelare och fotbollstränare.
Hans första klubb var IF Brommapojkarna. Han blev svensk mästare en gång med AIK.
Tränare har han varit i Arlanda FF.
Utöver fotbollskarriären har Kindlund jobbat som tulltjänsteman, brandman (Solna brandstation, 1985–1994), egen företagare (spelbutik, 1996–2006) samt varit sportchef i Sunnersta AIF.

## Familj
Björn Kindlunds far, Nils George, var fotbollsspelare i Djurgårdens IF. Hans farfar, Josef Kindlund, spelade för Hammarby IF på 1920-talet. Även hans son, Oscar Kindlund, är fotbollsspelare.